# Innosense
Innosense war eine US-amerikanische Girlgroup. Mit Wherever You Are erreichte das Quintett 1998 Platz 99 der deutschen Singlecharts.

## Werdegang
Die Pop- und Dance-Band Innosense, ein weiteres Projekt von Backstreet-Boys- und *NSYNC-Entdecker Lou Pearlman, wurde 1997 in Orlando, Florida, bei einem Casting zusammengestellt. Zu den ersten Mitgliedern zählten Nikki DeLoach und Britney Spears, die bereits als Moderatorinnen von Disneys Mickey Mouse Club Bekanntheit erlangt hatten. Spears entschied sich noch im gleichen Jahr für eine Solokarriere und wurde durch Veronica Finn ersetzt. Weitere Mitglieder hießen Danay Ferrer, Mandy Ashford und Amanda Latona. Managerin war Lynn Harless, die Mutter von Justin Timberlake.
Für die fünf Mädchen war Innosense nicht der erste Kontakt zum Showbusiness. DeLoach hatte schon in diversen TV-Produktionen mitgewirkt und spielte im Kinofilm Traveler, Finn absolvierte eine Tanz- und Gesangsausbildung, Ferrer war Sängerin einer Rockband, Ashford spielte verschiedene Musicalrollen in ihrer Heimatstadt Clinton, Latona hatte Schauspielerfahrung und gehörte zur A-cappella-Gruppe Hollywood Hi-Tones.
Vassal Benford, der schon für Jade und Toni Braxton arbeitete, produzierte 1998 die Debütsingle Wherever You Are, die nur in Deutschland erfolgreich wurde. Nachdem Amanda Latona die Band 1999 verlassen hatte, kam Jenny Morris neu dazu. Das Debütalbum So Together und die Single Say No More kamen 2000 in die Läden, fanden aber kaum Beachtung. 2003 gingen die Musikerinnen getrennte Wege.

## Mitglieder
- Britney Spears (nur 1997)
- Nikki DeLoach (1997–2003)
- Danay Ferrer (1997–2003)
- Mandy Ashford (1997–2003)
- Veronica Finn (1997 für Spears)
- Amanda Latona (1997–1999)
- Jenny Morris (1999 für Latona)

## Diskografie

### Alben
- 2000: So Together (RCA Records)
- 2011: Outcast (Steel Gallery Records)

### Singles
- 1998: Wherever You Are (BMG)
- 2000: Say No More (RCA Records)